# 国府町竜王
国府町竜王（こくふちょうりゅうおう）は、徳島県徳島市の町名。郵便番号は779-3111。

## 地理
徳島市の北西部に位置。北井上地区に属している。北は国府町佐野塚、東は国府町芝原、西は名西郡石井町に接する。石井町とまたがり県営の竜王団地が建設され、都市化の傾向にある。

## 歴史
1967年（昭和42年）に名東郡国府町が徳島市に編入し、現在の町名となった。

## 世帯数と人口
2022年（令和4年）9月1日現在の世帯数と人口は以下の通りである。
| 町丁       | 世帯数  | 人口  |
| ---------- | ------- | ----- |
| 国府町竜王 | 468世帯 | 920人 |

## 小・中学校の学区
市立小・中学校に通う場合、学区は以下の通りとなる。
| 番地 | 小学校               | 中学校               |
| ---- | -------------------- | -------------------- |
| 全域 | 徳島市立北井上小学校 | 徳島市立北井上中学校 |

## 交通

### 道路
都道府県道
- 徳島県道15号徳島吉野線
- 徳島県道230号第十白鳥線

## 施設
- 竜王団地